# Detecció precoç aleatòria

La detecció precoç aleatòria (RED), també coneguda com a descart precoç aleatori o caiguda precoç aleatòria, és una disciplina de cua per a un programador de xarxa adequat per evitar la congestió.
En l'algoritme de caiguda de la cua convencional, un encaminador o un altre component de xarxa guarda tants paquets com pot, i simplement deixa anar els que no pot guardar. Si els buffers estan constantment plens, la xarxa està congestionada. La caiguda de la cua distribueix l'espai d'amortiment de manera injusta entre els fluxos de trànsit. La caiguda de la cua també pot conduir a la sincronització global de TCP, ja que totes les connexions TCP es "retiren" simultàniament i després avancen simultàniament. Les xarxes queden infrautilitzades i s'inunden, alternativament, en onades.
RED aborda aquests problemes deixant caure paquets de manera preventiva abans que la memòria intermèdia s'ompli completament. Utilitza models predictius per decidir quins paquets deixaran anar. Va ser inventat a principis de la dècada de 1990 per Sally Floyd i Van Jacobson.

## Funcionament
RED controla la mida mitjana de la cua i deixa caure (o marca quan s'utilitza juntament amb ECN) paquets basats en probabilitats estadístiques. Si la memòria intermèdia està gairebé buida, s'accepten tots els paquets entrants. A mesura que la cua creix, també augmenta la probabilitat de deixar caure un paquet entrant. Quan la memòria intermèdia està plena, la probabilitat ha arribat a 1 i tots els paquets entrants s'eliminen.
RED és més just que la caiguda de la cua, en el sentit que no té un biaix contra el trànsit en ràfegues que només utilitza una petita part de l'ample de banda. Com més transmet un amfitrió, més probable és que els seus paquets s'eliminin, ja que la probabilitat que el paquet d'un amfitrió s'elimini és proporcional a la quantitat de dades que té en una cua. La detecció precoç ajuda a evitar la sincronització global de TCP.

## Problemes amb el clàssic RED
Segons Van Jacobson, "no hi ha un, sinó dos errors al VERMELL clàssic". Es van desenvolupar millores a l'algorisme i es va preparar un esborrany de document, però el document mai es va publicar i les millores no es van difondre ni implementar àmpliament. S'ha treballat per intentar acabar la investigació i corregir els errors.
Pure RED no s'adapta a la diferenciació de qualitat de servei (QoS). El RED ponderat (WRED) i el RED amb entrada i sortida (RIO) proporcionen una detecció precoç amb consideracions de QoS.